# Crișeni
Crișeni (Hongaars: Cigányi) is een Roemeense gemeente in het district Sălaj.
Crișeni telt 2527 inwoners.
De gemeente bestaat uit drie dorpen:
- Crișeni (Hongaars: Cigányi)
- Cristur-Crișeni (Szilágyfőkeresztúr)
- Gârceiu (Szilágygörcsön)

De dorpen Gârceiu (Görcsön) en Cristur Crişeni (Szilágyfőkeresztúr) kennen een aanzienlijke Hongaarse bevolking (Zie: Hongaarse minderheid in Roemenië) Het eerstgenoemde dorp heeft 763 inwoners waarvan er 265 Hongaarstalig zijn (35,4%). Cristur Criseni is vrijwel volledig Hongaars, van de 475 inwoners waren er 439 Hongaarstaligen (93,6%). De dorpen kunnen gerekend worden tot de etnisch Hongaarse streek Szilágyság.

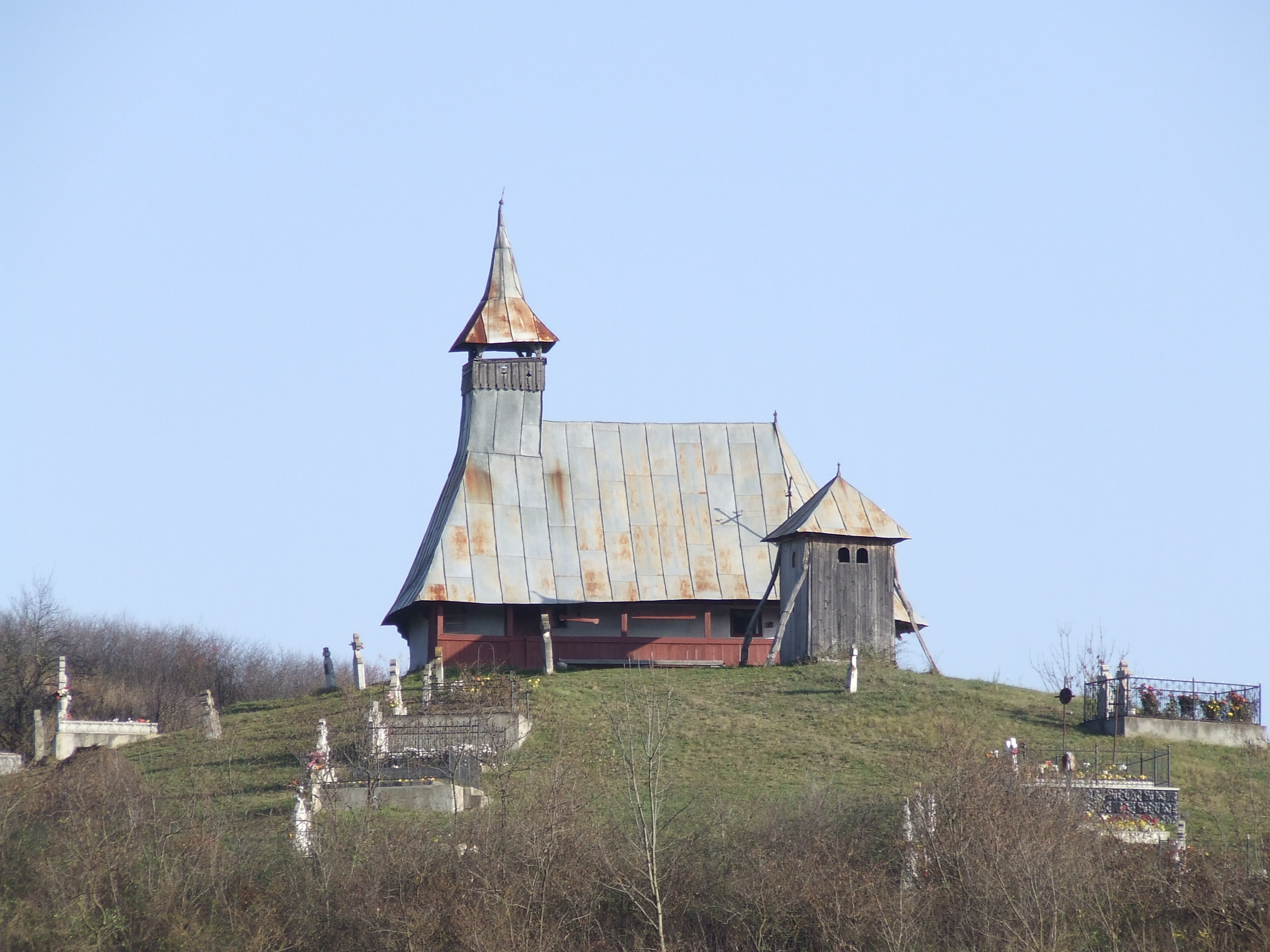
Kerk van Crișeni